# Listă de dramaturgi irlandezi
Listă de dramaturgi norvegieni:

## A
- William Butler Yeats

## B
- John Banim
- Sebastian Barry
- Samuel Beckett
- Brendan Behan
- Dermot Bolger
- Dion Boucicault (1820–1890)
- Colm Byrne

## C
- Marina Carr
- Paul Vincent Carroll
- Anne-Marie Casey(1965-)
- Austin Clarke
- Padraic Colum
- William Congreve
- Máirín Cregan
- Geraldine Cummins

## D
- Suzanne R. Day (1876-1964)
- Hamilton Deane
- Anne Devlin
- Roddy Doyle
- Gary Duggan
- Lord Dunsany

## E
- St. John Greer Ervine

## F
- Padraic Fallon
- George Farquhar
- Bernard Farrell
- George Fitzmaurice
- Gerard Mannix Flynn
- Brian Friel

## G
- Miriam Gallagher (1940-)
- Ewen Glass
- Oliver Goldsmith
- Lady Augusta Gregory
- Gerald Griffin

## H
- Michael Harding
- Seamus Heaney
- Declan Hughes

## J
- Denis Johnston
- Jennifer Johnston
- Henry Jones
- Marie Jones
- James Joyce

## K
- Patrick Kavanagh
- John B. Keane
- Thomas Kilroy

## M
- Walter Macken
- Micheál MacLiammoir
- Edward Martyn
- Martin McDonagh
- Frank McGuinness
- Conor McPherson
- Paul McSwiney
- M. J. Molloy
- George Moore
- Jimmy Murphy
- John Murphy
- Tom Murphy
- T. C. Murray
- Janet McNeill

## N
- Áine Ní Ghlinn (n. 1955)

## O
- Sean O'Casey
- Joseph O'Connor
- Mary Devenport O'Neill
- Sean O'Rourke
- Mark O'Rowe
- Cathal Ó Searcaigh

## R
- Lennox Robinson
- Billy Roche

## S
- George Bernard Shaw
- Peter Sheridan
- Richard Brinsley Sheridan
- George Shiels
- John Millington Synge

## T
- Colin Teevan
- Colm Tóibín
- Joseph Tomelty
- Mervyn Wall

## W
- Enda Walsh
- Oscar Wilde (1854–1900)

## Y
- William Butler Yeats

## Vezi și
- Listă de piese de teatru irlandeze
- Listă de dramaturgi
- Listă de scriitori irlandezi